# 242 Dywizja Piechoty (III Rzesza)
242 Dywizja Piechoty (niem. 242. Infanterie-Division) – niemiecka dywizja z czasów II wojny światowej, sformowana na poligonie Groß-Born Borne Sulinowo na mocy rozkazu z 9 lipca 1943, poza falą mobilizacyjną w III Okręgu Wojskowym.
W sierpniu 1943 dywizję przetransportowano do Liègew Belgii, gdzie pełniła zadania okupacyjne. We wrześniu przekazała 919 pułk grenadierów do 709 Dywizji Piechoty i została przeniesiona do południowej Francji na wybrzeże Morza Śródziemnego. Tam otrzymała 765 pułk grenadierów z 376 Dywizji Piechoty a w kwietniu 1944 dodatkowo trzy bataliony wschodnie. Gdy 15 sierpnia 1944 rozpoczęła się Operacja Dragoon (alianckie lądowanie w południowej Francji), dowództwo Grupy Armii A poświęciło 242 Dywizję Piechoty pozostawiając ją w Tulonie. Resztki jednostki poddały się 26 sierpnia 1944 r.

## Struktura organizacyjna
- Struktura organizacyjna w lipcu 1943 roku:

917., 918. i 919. pułk grenadierów, 242. pułk artylerii, 242. batalion pionierów, 242. oddział łączności;
- Struktura organizacyjna we wrześniu 1943 roku:

917. i 918. pułk grenadierów, 242. pułk artylerii, 242. batalion pionierów, 242. oddział łączności;
- Struktura organizacyjna w listopadzie 1943 roku:

917., 918. i 765. pułk grenadierów, 242. pułk artylerii, 242. batalion pionierów, 242. oddział łączności;
- Struktura organizacyjna w kwietniu 1944 roku:

917., 918. i 765. pułk grenadierów, 242. pułk artylerii, 242. batalion pionierów, 242. oddział łączności, 242. polowy batalion zapasowy;

## Dowódca dywizji
- Generalleutnant Johannes Bäßler 20 VII 1943 – 26 VIII 1944;